# Odwalla
Odwalla Inc. ([oʊˈdwɔːlə]) — американская пищевая компания, специализирующаяся на продаже и производстве фруктовых соков, соевого молока, бутилированной воды, смузи и энергетических батончиков. Odwalla была основана в Санта-Крузе в 1980 году; с 1995 года штаб-квартира располагается в Халф Мун Бей.
С момента своего основания в 1985 году компания начала активный рост: она постепенно расширяла сеть распространения от Калифорнии до всей Северной Америки и стала публичной в 1993 году. В 2001 году The Coca-Cola Company приобрела Odwalla за 181 млн долларов.
В 1996 году произошла вспышка энтерогеморрагического штамма Escherichia coli O157:H7, в результате этого компания была вынуждена отозвать напитки, в которых могли быть использованы заражённые плоды фруктов. Первоначально Odwalla избегала пастеризации, утверждая, что этот процесс изменил бы вкус сока, однако после вспышки штамма компания всё же была вынуждена провести мгновенную пастеризацию и другие санитарные процедуры. После этого события произошло 90%-ное сокращение продаж. Постепенно корпорация восстановилась и в следующем году снова стала достаточно прибыльной.

## История

### Основание
Odwalla была основана в городе Санта-Круз в 1980 году Грегом Стелтенполом, Джерри Пирси и Бонни Бассетом. Производственное предприятие находилось в Динубе (Калифорния). Трио позаимствовало идею продажи фруктовых соков из бизнес-руководства. Они начали выжимать апельсиновый сок в сарае, который располагался во дворе Стелтенпола. Сок продавался, хранился и развозился в фургоне Volkswagen в местные рестораны со следующими лозунгом: «от земли в душу, от людей к планете, питает всё тело полностью».
Название будущей корпорации было взято из любимой основателями песни-поэмы «Illistrum», в которой был персонаж Odwalla. Эта песня была написана Роско Митчеллом и исполнена ансамблем Чикагской джазовой группы, в которую он входил. Грег, Пирси и Бассетт использовали этот факт для популяризации их продуктов, которые, по их мнению, «помогают людям освободиться от скучной массы чрезмерно обработанных продуктов, столь распространённых сегодня».

### Учреждение организации—1996

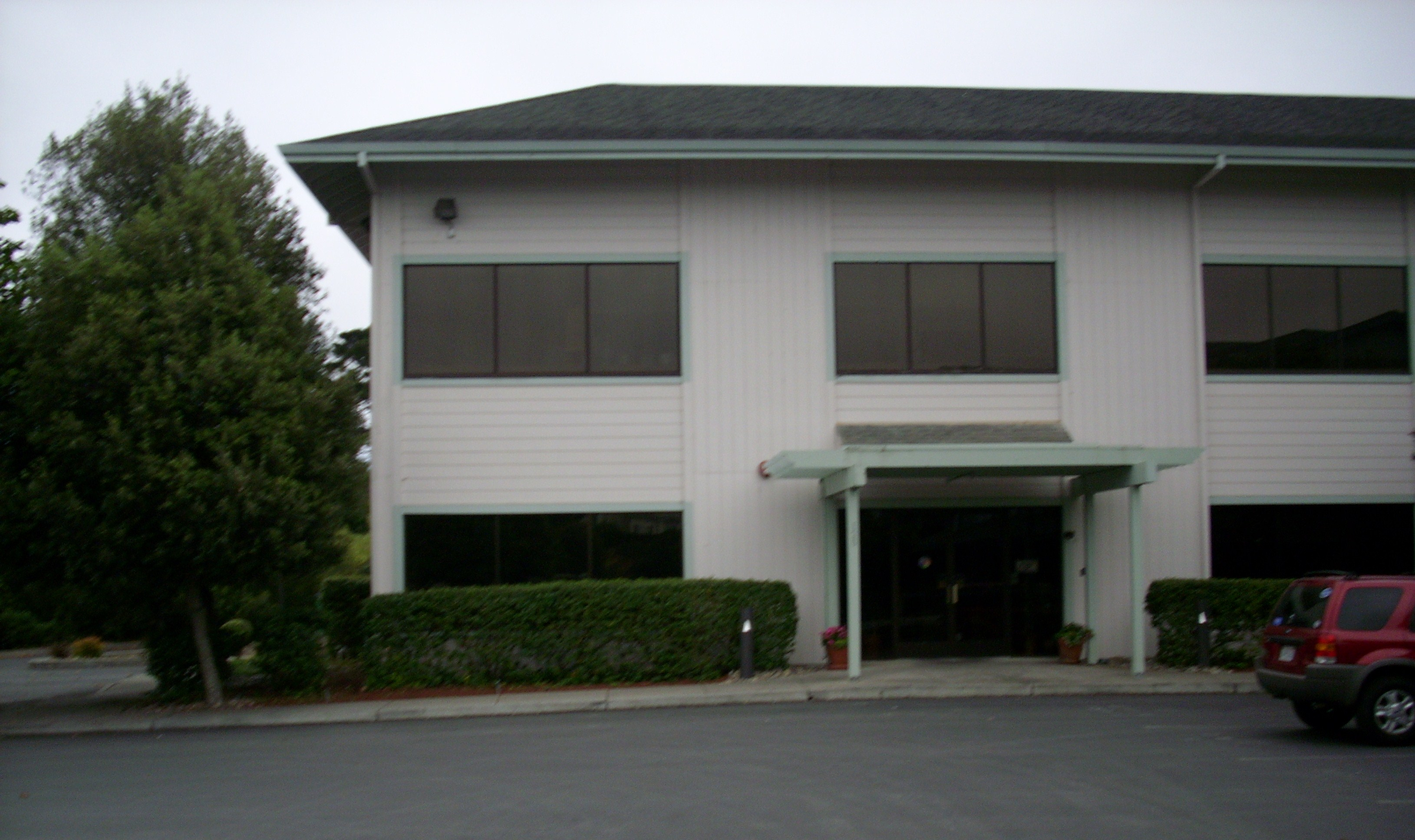
Штаб-квартира Odwalla Inc. в Халф Мун Бей (Калифорния)

После пяти лет расширения и продажи продуктов в Сан-Франциско, Odwalla была учреждена организацией в сентябре 1985 года. Основным инвестором компании являлся инвестиционный банк Hambrecht & Quist, который вложил в неё несколько миллионов долларов. К 1992 году в штаб-квартире в Давенпорте работало 80 человек, и продавалось 20 различных соков ценой от 1,50 до 2 долларов за поллитра. В декабре 1993 Odwalla провела IPO и получила 35 грузовых автомобилей, почти 200 сотрудников и около 13 миллионов долларов прибыли в год. Вскоре после этого она приобрела два небольших предприятия на северо-западе Тихого океана и в Колорадо.
В 1994 году в Динубе было возведено новое производственное предприятие, которое должно было увеличить количество товара и покрыть потребность покупателей. В следующем году компания перенесла штаб-квартиру в Халф Мун Бей.
Непрерывный рост и внешние инвестиции позволили компании расшириться: выручка с 1994 по 1995 год увеличилась в три раза, а в 1996 году доход составил 59 млн долларов. Odwalla продавала свои напитки в семи штатах США и в некоторых частях Канады. К 1996 Odwalla inc. стала крупнейшей в Америке компанией по производству свежего сока. По оценкам экспертов, к 1999 году выручка должна была составлять 100 млн долларов. Интерес к продукции был связан с тем, что соки не подвергались пастеризации и сохраняли свои полезные свойства.

### С 1996 года
7 октября 1996 года компания произвела партию яблочного сока, в котором использовались повреждённые плоды. Из-за отсутствия пастеризации погиб один человек и ещё 66 заболели. Как было выяснено позже, партия была заражена кишечной палочкой.
Несмотря на понесённые в 1997 году убытки, Odwalla работала над восстановлением своего бренда. Компания показывала общественности проводимые над напитками санитарные процедуры и в дополнение к этому выпустила свою линейку пищевых батончиков, заработав на продаже фруктовых батончиков 900 млн долларов. Odwalla также выпустила две новые продукции — Future Shake и «жидкий обед», направленный на молодых потребителей. Из-за своих усилий корпорация восстановилась к концу 1997 года, объявив о прибыли в размере 140 млн долларов за третий квартал.
После тяжёлого года компания работала над расширением сети продаж своих продуктов и вышла на рынок Филадельфии и Вашингтона. К концу 1998 сообщалось, что доходы корпорации превзошли докризисный уровень. В последующие годы рост продолжался; этому также поспособствовало приобретение в 2000 году крупной соковой компании Fresh Samantha, базирующейся в Сако. Эта покупка позволила Odwalla выйти на рынок Восточного побережья, однако не без понесения убытков, поскольку продукция отправлялась из Калифорнии. Для решения этой проблемы было решено построить второй завод в округе Палм-Бич. Тем не менее, во время возведения возникли трудности с получением разрешения от местных властей и выделения достаточного бюджета на строительство; проект был временно заморожен и в конечном итоге заброшен. Odwalla выпускала продукцию под собственным брендом и брендом купленной недавно Fresh Samantha до 2003 года; в конечном счёте компания решила продавать напитки только под товарным знаком Odwalla.
В 2001 году The Coca-Cola Company приобрела Odwalla за 181 млн долларов (=15,25 долл. за акцию). Это решение было единогласно одобрено советом директоров продающейся компании. В соответствии с условиями слияния действующее на тот момент руководство Odwalla должно было оставаться главой компании, однако позже оно было переведено в правящий отдел Minute Maid. Данное приобретение было направлено на включение в ассортимент Coca-Cola негазированных напитков. Odwalla получила большую выгоду от слияния, став стабильной благодаря хорошо зарекомендовавшего гиганта Coca Cola. Кроме того, сеть распространения была значительно расширена и Odwalla вышла на новые рынки.

## Производство
Odwalla использует так называемые «свежие» ингредиенты для производства своей продукции, то есть овощи и фрукты, которые недавно были собраны. Пищевые батончики производятся из органического овса, а пюре из некоторых тропических фруктов. Большинство фруктов и овощей закупается из внешних источников. В связи с этим некоторые товары доступны только в определённое время года. Доступность и цена фруктов зависит от благоприятности погоды, вспышек заболеваний и стихийных бедствий. В течение года цвет соков может меняться, так как в зависимости от сезонов используются разные фрукты.